# Brachythecium pseudovelutinum
Brachythecium pseudovelutinum är en bladmossart som beskrevs av Georg Friedrich von Jaeger 1878. Brachythecium pseudovelutinum ingår i släktet gräsmossor, och familjen Brachytheciaceae. Inga underarter finns listade i Catalogue of Life.